# نسا (كرج)
نسا هي قرية في مقاطعة كرج، إيران. يقدر عدد سكانها بـ 862 نسمة بحسب إحصاء 2016.